# Robertson Ridge
Robertson Ridge ist ein Gebirgskamm im ostantarktischen Viktorialand. In der Olympus Range des Transantarktischen Gebirges flankiert er den nordwestlichen Teil des Clark-Gletschers.
Das Advisory Committee on Antarctic Names benannte ihn 1976 nach James D. Robertson, Geophysiker im United States Antarctic Research Program auf der Byrd-Station von 1970 bis 1971, der an geophysikalischen Untersuchungen des Ross-Schelfeises in zwei antarktischen Sommerkampagnen zwischen 1973 und 1975 beteiligt war.